# Infante

Coroa de Infante

Infante é um título de nobreza, que está abaixo de príncipe. Este título é atribuído a todos os filhos legítimos do rei ou rainha de monarquias como as de Portugal ou da Espanha, que não são herdeiros direto da coroa, mas indiretos herdeiros, caso o Príncipe Regente renuncia ou abdica de sua coroa ou ocorra alguma fatalidade contra o Príncipe Regente. Infantes, quando soberanos, são tutelares de conceder títulos de nobreza aos herdeiros direto, ou seja, sendo irmão ou tio paterno do/da regente da coroa na menor idade, diante da ausência do Rei Soberano ou Imperador; se a monarquia for hereditária, seu herdeiro indireto será nobre com tutela real ou imperial, passamdo de Infante ou Infanta, à Príncipe ou Princesa real, sendo estes tratados como Alteza Real (SAR) ou Grão Realeza Imperial (GRI).
Na Península Ibérica, o herdeiro da coroa é o único que recebe o título de Príncipe, sendo na Espanha, Príncipe das Astúrias, e em Portugal, Príncipe Real de Portugal. 
Também os filhos do herdeiro da coroa espanhola (Príncipe das Astúrias) recebem o título de Infante, incluindo o herdeiro presuntivo. 
Os filhos do herdeiro da coroa portuguesa (Príncipe Real de Portugal) recebem o título de Infante, salvo o herdeiro presuntivo que recebe o título de Príncipe da Beira. 
O feminino de Infante é Infanta. Em Espanha, os infantes recebem o tratamento de Alteza Real (SAR)', sendo que em Portugal somente o de Alteza (SA).
Um infante português e os seus filhos (mas não os filhos de uma infanta), têm associado o tratamento de senhor e de Dom, se não forem eles mesmos criados Infantes. Por especial mercê do soberano português, e.g.: S. Exc. o senhor D. João da Bemposta, filho de S.A. o infante D. Francisco de Bragança, Duque de Beja (1691-1742) e neto legítimo do Rei D. Pedro II.
O substantivo infante, com inicial minúscula imediatamente antes do nome próprio, é indicativo somente de cavaleiro de infantaria, ou seja, de oficial de guerra. [carece de fontes?]
No Brasil, tal título, apesar de continuar em uso após sua independência, foi gradualmente sendo substituído pelo de príncipe do Brasil, para indicar os filhos legítimos e não-herdeiros da Coroa Imperial, e o(a) filho(a) legítimo(a) e Herdeiro(a) da Coroa Imperial era o(a) único(a) que podia ostentar o título de Príncipe Imperial do Brasil.
Em Angola, na Academia Militar do Exército (Lobito), em alguns casos usa-se o termo infante, numa linguagem militar como diminutivo da palavra infantéiro, (termo militar), que significa especialista em infantaria. São também chamados infantes ou infantéiros, os cadetes da especialidade de infantaria do curso de Licenciatura em Ciências Militares.